# هانا كروغر
هانا كروغر (بالألمانية: Hannah Krüger)‏ هي لاعب هوكي الحقل ألمانية، ولدت في 4 سبتمبر 1988 في نورنبرغ في ألمانيا.

## وصلات خارجية
- هانا كروغر على موقع الاتحاد الدولي للهوكي (الإنجليزية)
- هانا كروغر على موقع اللجنة الأولمبية الدولية (الإنجليزية)
- هانا كروغر على موقع أوليمبيديا (الإنجليزية)
- هانا كروغر على موقع اللجنة الأولمبية الألمانية (الألمانية)